# Christian Usinger
Pour les articles homonymes, voir Usinger.
Christian Usinger (né le 21 août 1894 à Wilhelmshaven et mort le 2 avril 1949 dans le camp de prisonniers de Chouïa près de Ivanovo en Union soviétique) est un Generalleutnant allemand qui a servi au sein de la Heer dans la Wehrmacht pendant la Seconde Guerre mondiale.
Il a été récipiendaire de la Croix de chevalier de la Croix de fer. Cette décoration est attribuée pour récompenser un acte d'une extrême bravoure sur le champ de bataille ou un commandement militaire avec succès.

## Biographie
Christian Usinger s'engage comme volontaire de guerre le 1er août 1914 dans le 1er régiment d'artillerie à pied de l'armée prussienne et sert comme officier pendant la Première Guerre mondiale. 
Christian Usinger est capturé en 1945 dans la Poche de Courlande et est fait prisonnier de guerre. Il est interné dans différents camps de prisonniers en Union soviétique et meurt au début de l'année 1949.

## Décorations
- Croix de fer (1939)
  - 2e Classe
  - 1re Classe
- Croix allemande en Or le 19 septembre 1942 en tant que Oberst au 	 Artillerie-Kommandeur 110 (Arko 110)[1]
- Croix de chevalier de la Croix de fer
  - Croix de chevalier le 15 septembre 1944 en tant que Generalmajor et leader dans la 81. Infanterie-Division[2]
- Bande de bras Kurland